# Hatayspor
A Hatayspor egy török sportklub, melynek székhelye Antakya városa. A klubot 1967-ben alapították és jelenleg az első osztályban játszik.
A 2019–2020-as szezonban megnyerték a másodosztályt, így történelmük során először jutottak fel az első osztályba. Legnagyobb riválisuk a Tarsus İdman Yurdu csapata.

## Játékosok

### Jelenlegi keret
2022. szeptember 14-i állapotnak megfelelően.
| #  |     | Poszt | Név               |
| -- | --- | ----- | ----------------- |
| 1  | TUR | K     | Erce Kardeşler    |
| 3  | GUI | V     | Simon Falette     |
| 4  | TUR | KP    | Onur Ergün        |
| 5  | BIH | V     | Ognjen Vranješ    |
| 6  | TUR | KP    | Musa Çağıran      |
| 7  | POR | KP    | Rúben Ribeiro     |
| 8  | FRA | KP    | Mehdi Boudjemaa   |
| 9  | CGO | CS    | Dylan Saint-Louis |
| 10 | FRA | KP    | Rayane Aabid      |
| 11 | GEO | CS    | Saba Lobzhanidze  |
| 12 | TUR | V     | Kamil Çörekçi     |
| 15 | TUR | V     | Burak Yılmaz      |
| 16 | TUR | KP    | Selimcan Temel    |
| 19 | BEL | KP    | Muhammed Mert     |

| #  |     | Poszt | Név                                                       |
| -- | --- | ----- | --------------------------------------------------------- |
| 20 | LBR | CS    | Mohammed Kamara                                           |
| 21 | HUN | CS    | Varga Kevin                                               |
| 23 | CAN | V     | Sam Adekugbe                                              |
| 25 | MAR | CS    | Ayoub El Kaabi                                            |
| 26 | TUR | V     | Kaan Kanak                                                |
| 31 | TUR | K     | Abdullah Yiğiter                                          |
| 33 | TUR | CS    | Koray Yağcı                                               |
| 53 | TUR | V     | Burak Öksüz                                               |
| 77 | TUR | KP    | Sadik Baş                                                 |
| 99 | TUR | CS    | Bertuğ Yıldırım                                           |
|    | CPV | CS    | Zé Luís                                                   |
|    | CMR | CS    | Kévin Soni (kölcsönben az Asztérasz Trípolisz csapatától) |
|    | TUR | V     | Kerim Alici                                               |
|    | GHA | KP    | Christian Atsu                                            |

### Kölcsönben
| # |     | Poszt | Név                                |
| - | --- | ----- | ---------------------------------- |
|   | TUR | V     | Nazım Özcan (a Cebu FC csapatánál) |

## Sikerlista
- Török másodosztály:
  - Bajnok (1): 2019–2020
- Török harmadosztály:
  - Bajnok (1): 2017-2018
- Török negyedosztály:
  - Bajnok (4): 1969-1970, 1989-1990, 1992-1993, 2011-2012